# Cancer (Zeitschrift)
Cancer ist eine wissenschaftliche Fachzeitschrift, die vom Wiley-Blackwell-Verlag im Auftrag der American Cancer Society veröffentlicht wird. Erstmals erschien die Zeitschrift im Mai 1948, derzeit erscheint sie mit 24 Ausgaben im Jahr. Arbeiten aus allen Bereichen der Krebsforschung werden veröffentlicht.
Der Impact Factor lag im Jahr 2016 bei 5,997. Nach der Statistik des ISI Web of Knowledge wird das Journal mit diesem Impact Factor in der Kategorie Onkologie an 35. Stelle von 217 Zeitschriften geführt.